# Sitalcicus gardineri
Sitalcicus gardineri – gatunek kosarza z podrzędu Laniatores i rodziny Podoctidae.

## Występowanie
Gatunek endemiczny dla Seszeli.